# Nils Aaness
Nils Egil Aaness (* 31. Januar 1936 in Andenes; † 24. Dezember 2024) war ein norwegischer Eisschnellläufer.

## Werdegang
Aaness, der für den Oslo SK und für den Harstad SK startete, nahm von 1959 bis 1965 an internationalen Wettbewerben teil. Dabei kam er bei der Mehrkampfweltmeisterschaft 1959 in Oslo auf den 19. Platz im Großen Vierkampf. In der Saison 1959/60 belegte er bei der Mehrkampfweltmeisterschaft 1960 in Davos den zehnten Platz und bei der Mehrkampfeuropameisterschaft 1960 in Oslo den 19. Rang im Großen Vierkampf. Beim Saisonhöhepunkt, den Olympischen Winterspielen 1960 in Squaw Valley, errang er den 24. Platz über 500 m. In den folgenden Jahren lief er bei der Mehrkampfweltmeisterschaft 1961 in Göteborg auf den 17. Platz, bei der Mehrkampfeuropameisterschaft 1961 in Helsinki auf den neunten Platz und bei der Mehrkampfeuropameisterschaft 1962 in Oslo auf den 11. Platz im Großen Vierkampf. Sein erfolgreichstes Jahr hatte er 1963. Dabei wurde er Europameister in Göteborg und gewann bei der Mehrkampfweltmeisterschaft in Karuizawa die Bronzemedaille im Großen Vierkampf. Zudem stellte er am 27. Januar 1963 in Oslo mit 180,560 Punkten einen neuen Weltrekord im Großen Vierkampf auf, welchen er bis zum 24. Februar 1963 hielt. In der Saison 1963/64 belegte er bei der Mehrkampfweltmeisterschaft 1964 in Helsinki den 14. Platz im Großen Vierkampf und bei den Olympischen Winterspielen 1964 in Innsbruck den 16. Rang über 1500 m. Im folgenden Jahr errang er bei der Mehrkampfweltmeisterschaft in Oslo nochmal den 17. Platz im Großen Vierkampf. Seine beste Platzierung bei norwegischen Mehrkampfmeisterschaften erreichte er in den Jahren 1961, 1962 und 1963 mit dem zweiten Platz im Großen Vierkampf.  An Heiligabend 2024 starb er über vier Wochen vor seinem 89. Geburtstag.

## Erfolge

### Olympische Spiele
- 1960 Squaw Valley: 24. Platz 500 m
- 1964 Innsbruck: 16. Platz 1500 m

### Mehrkampf-Weltmeisterschaften
- 1959 Oslo: 19. Platz Großer Vierkampf
- 1960 Davos: 10. Platz Großer Vierkampf
- 1961 Göteborg: 17. Platz Großer Vierkampf
- 1963 Karuizawa: 3. Platz Großer Vierkampf
- 1964 Helsinki: 14. Platz Großer Vierkampf
- 1965 Oslo: 17. Platz Großer Vierkampf

### Mehrkampf-Europameisterschaften
- 1960 Oslo: 19. Platz Großer Vierkampf
- 1961 Helsinki: 9. Platz Großer Vierkampf
- 1962 Oslo: 11. Platz Großer Vierkampf
- 1963 Göteborg: 1. Platz Großer Vierkampf

## Persönliche Bestzeiten
| Disziplin | Zeit        | Datum            | Ort          |
| --------- | ----------- | ---------------- | ------------ |
| 500 m     | 41,6 s      | 27. Januar 1963  | Oslo         |
| 1000 m    | 1:26,7 min  | 25. Februar 1964 | Oslo         |
| 1500 m    | 2:10,6 min  | 28. Februar 1960 | Squaw Valley |
| 3000 m    | 4:35,0 min  | 25. Februar 1965 | Oslo         |
| 5000 m    | 7:42,8 min  | 27. Januar 1963  | Oslo         |
| 10.000 m  | 15:54,9 min | 24. Februar 1963 | Karuizawa    |